# Lenguas de Honduras
La lengua más hablada en Honduras actualmente es el español. También hay lenguas regionales como el garífuna, el miskito y el criollo bahiano con un gran número de hablantes, y el sumo, el tolupán, el pech, el maya chortí, el nahua y el lenca con menor número, siendo en su mayoría lenguas en proceso de revitalización por sus respectivos pueblos nativos. 

## Estudios
Se han realizado varios estudios sobre las lenguas habladas en Honduras, entre ellos los siguientes:
Diccionario Hondureño (Catracho). En 1899, Alberto de Jesús Membreño Vásquez, publicó el primer Diccionario hondureño con el título de "Hondureñismos. Vocabulario de los provincialismos de Honduras", nutrido con gran parte de los vocablos y expresiones recogidos en "La Botica del pueblo" del Doctor Francisco Cruz Castro.
En la vigésima segunda edición del Diccionario de la Real Academia Española, 2001, la AHL hizo una valiosa aportación al mundo de habla hispana: 1950 hondureñismos fueron incorporados. Ya en la edición vigésima primera, 1992, se registraban 302. Así, cuenta con unos dos mil 782 incluyendo 400 gentilicios hondureños, lo que convierte a los hispanohablantes hondureños en uno de los mayores aportantes de elementos léxicos nuevos en esa edición del diccionario.

### Diccionario: Te conozco, mosco
Igualmente, Te conozco, mosco - Diccionario del pensamiento popular hondureño (premio Rey Juan Carlos I de la Cooperación cultural española en Honduras en el 2013), de Juan Ramón Saravia, recopiló más de 2.700 vocablos propios de Honduras.

### Diccionario de las Lenguas de Honduras DLH
En el 2013, y tras 4 años de trabajo coordinado por el Dr.  Víctor Manuel Ramos, la Academia Hondureña de la Lengua AHL presenta el "Diccionario de las Lenguas de Honduras", cumplimentado por el portal dedicado diversidad lingüística de Honduras, con acceso a los diccionarios de Hondureñismos y de  las Lenguas de Honduras DLH.

## Lenguas habladas en Honduras
En Honduras se hablan decenas de lenguas, antes de la conquista española, la lengua más hablada en la región era la lengua lenca. Varios siglos después de la conquista, la lengua más hablada pasó a ser el castellano.

### Idioma lenca
La lengua de los lencas hondureños, conocida como o también denominada lenca, se considera una lengua extinta. Porque ya está en peligro de extinción, tiene una población de entre 300 y 594 habitantes. Su localización geográfica se encuentran entre los departamentos occidentales de Honduras, como lo son: Lempira, Intibucá, La Paz, asimismo se encuentran en menor cantidad en los céntricos departamentos de: Santa Bárbara, Comayagua, Francisco Morazán y Valle.
La religión nativa de los lencas era una religión politeísta que veía la realidad desde un punto de vista animista, creía en el nahualismo y los dioses estaban organizados jerárquicamente. En tiempos de la conquista española solamente tres lencas son nombrados en los documentos de esa época: Mota, Entepica y Lempira.

### Idioma garífuna
Son el resultado de la mezcla de africanos (que navegaron en dos buques en 1655 y otro que arribó a las costas hondureñas en 1675) con los indios caribes (los amerindios, quienes tenían diversas lenguas llamadas lenguas caribes), así se originaron los caribes negros quienes dominaron la isla de San Vicente hasta 1797, cuando fueron expulsados por los ingleses hacia Roatán y Trujillo.

### Inglés criollo o isleño
Es la lengua hablada por los habitantes de Islas de la Bahía. Es el mismo dialecto hablado en Islas Caimán y aunque comparten muchas características en común, el dialecto de Islas de la Bahía se diferencia porque contiene muchas jergas del español hondureño.

### Idioma tawahka o sumo

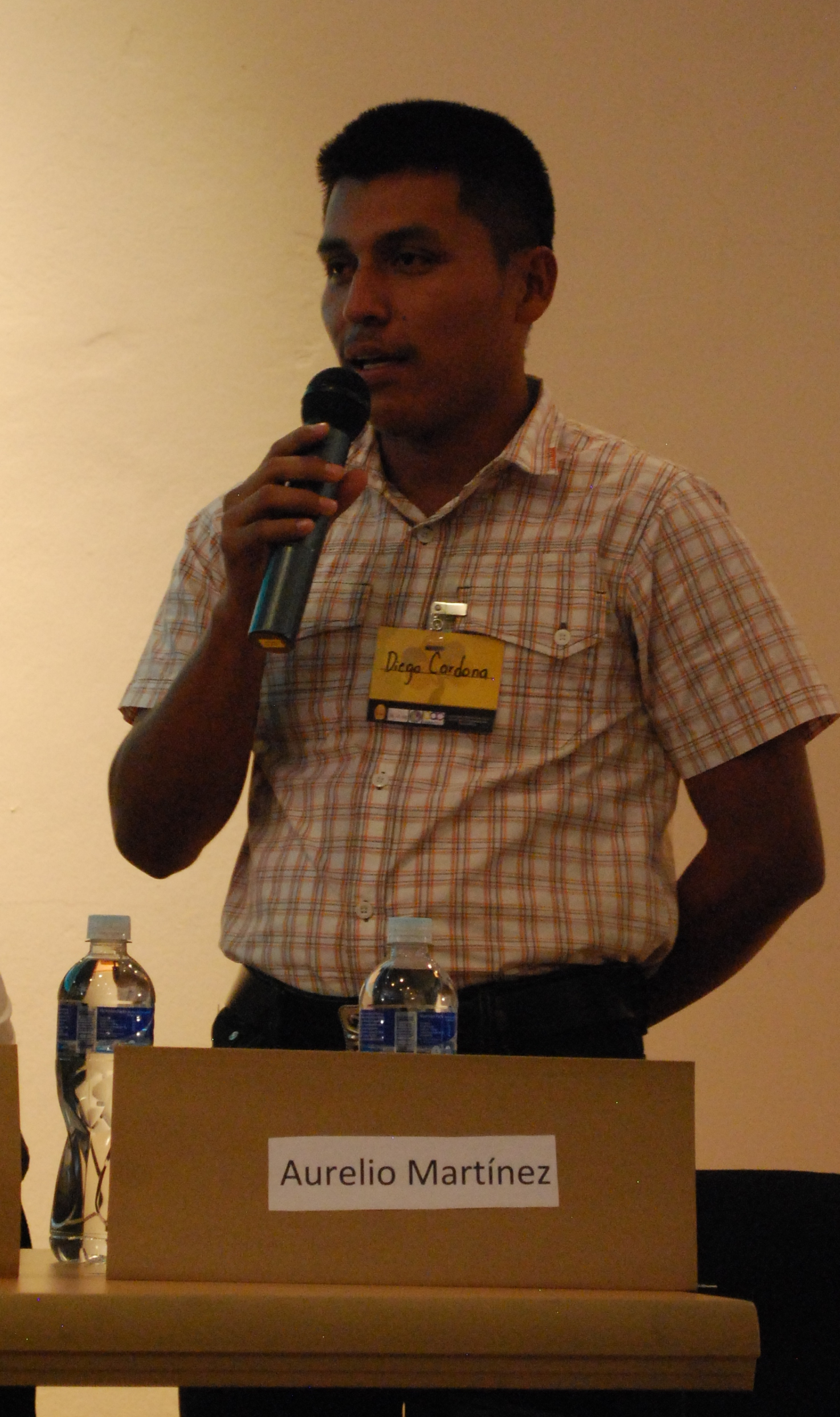
Diego Cardona representa a los Tawahka en un congreso en la Universidad Nacional Autónoma de Honduras.

Según estudios consultados, la lengua tawahka y la misquita son bastante semejantes en su estructura morfológica y sintáctica, aunque no tienen mucho léxico en común. Ambas lenguas pertenecen al grupo macro-chibcha, grupo lingüístico de origen sudamericano. Se supone que en fechas muy lejanas los antepasados de los tawahkas, misquitos y los ramas (otro grupo emparentado), emigraron desde lo que hoy es Colombia pasando por el istmo de Panamá.
Los tawahkas llaman a su lengua twanka, que muestra una similitud con la denominación que, a principios del siglo XVII los españoles dieron a los indios de la zona del Guayape-Guayambre: tahuajcas. La lengua materna de este pueblo es el tawahka, pero también hablan misquito y el español, aunque aún tienen cierta dificultad para hablar español.

### Idioma paya
Los payas se autodenominan "pech" que significa "gente", término que es usado para referirse solamente a ellos; para el resto de la población utilizan los términos pech-akuá (la otra gente) o bulá que quiere decir ladino. Lehmann y Greenberg consideran que la lengua pech deviene del chibcha, aunque algunos otros lingüistas la consideran como una lengua aislada.

### Idioma misquito
Es un grupo étnico mesoamericano que tiene su propio idioma, que ocupó parte del territorio de Honduras y Nicaragua desde tiempos precolombinos.

### Idioma español
La lengua más hablada en Honduras es el español.

### Idioma matagalpa
Es una lengua extinta de la familia misumalpa que fue el idioma principal de las tierras altas centrales de la república de Nicaragua, y del departamento de El Paraíso en la república de Honduras. En El Paraíso, fue denominada la lengua de los "chatos" y "sules" propios de ese departamento hondureño.

## Clasificación
Las autóctonas de Honduras, como se ha mencionado, se clasifican usualmente en seis familias lingüísticas. Algunas de las lenguas están mal documentadas, sin embargo, parece que todas las lenguas documentadas en Honduras pueden clasificarse con razonable seguridad. Algunas de las lenguas están actualmente extintas (y aquí se señalan con el signo †). En la tabla se indican los territorios donde las diversas lenguas se hablaron, aunque en la actualidad las lenguas han desaparecido de muchos de los departamentos señalados. La siguiente lista recoge trece lenguas entre lenguas vivas y lenguas extintas:
| Clasificación de las lenguas de Honduras |                    |                     |                   |                                                       |
| Familia | Grupo              | Grupo               | Lengua            | Territorio                                            |
| Lenguas indoeuropeas Familia euroasiática a la que pertenecen las lenguas de colonizadores europeos.                                                                                               | Romance            | Iberorromance       | Español hondureño | (Todo el país)                                        |
| Lenguas indoeuropeas Familia euroasiática a la que pertenecen las lenguas de colonizadores europeos.                                                                                               | Germánico          | Criollo inglés      | Criollo bahiano   | Islas de la Bahía                                     |
| Lenguas yutoaztecas Familia originaria de Aridoamérica, algunos de cuyos grupos se desplazaron tan al sur como Nicaragua.                                                                          | Corachol-aztecano  | Nahua-pochuteco     | Nahua             | Olancho, Colón, Cortés, Comayagua, El Paraíso         |
| Lenguas mayenses Familia originaria de Mesoamérica. | Mayense occidental | Cholano             | Chortí            | Copán                                                 |
| Lenguas otomangues Familia originaria de Mesoamérica. | Chiapaneco-mangue  | Mangueano           | Chorotega (†)     | Choluteca, Valle, El Paraíso                          |
| Lenguas tequistlateco-jicaques Familia que pudo tener su origen en Mesoamérica y algunos de cuyos grupos migraron más al sur.                                                                      | Jicaque-tol        | Jicaque-tol         | Jicaque (†)       | El Palmar                                             |
| Lenguas tequistlateco-jicaques Familia que pudo tener su origen en Mesoamérica y algunos de cuyos grupos migraron más al sur.                                                                      | Jicaque-tol        | Jicaque-tol         | Tolupán           | Montaña de la Flor                                    |
| Lenguas lenmichíes Familia de lenguas que engloba lenguas del área intermedia y del norte de Sudamérica, su origen no está claro.                                                                  | Lenca              | Lenca               | Lenca hondureño   | Valle, Comayagua, Intibucá, La Paz, Francisco Morazán |
| Lenguas lenmichíes Familia de lenguas que engloba lenguas del área intermedia y del norte de Sudamérica, su origen no está claro.                                                                  | Misumalpa          | Sumalpa             | Sumo              | Olancho, Gracias a Dios                               |
| Lenguas lenmichíes Familia de lenguas que engloba lenguas del área intermedia y del norte de Sudamérica, su origen no está claro.                                                                  | Misumalpa          | Matagalpa-Cacaopera | Matagalpa (†)     | El Paraíso                                            |
| Lenguas lenmichíes Familia de lenguas que engloba lenguas del área intermedia y del norte de Sudamérica, su origen no está claro.                                                                  | Misumalpa          | Miskito             | Miskito           | Olancho, Gracias a Dios                               |
| Lenguas lenmichíes Familia de lenguas que engloba lenguas del área intermedia y del norte de Sudamérica, su origen no está claro.                                                                  | Chibchense         | Paya                | Pech              | Colón, Olancho                                        |
| Lenguas arawak Las lenguas arawak son oriundas de Sudamérica y su presencia en Centroamérica se debe al establecimiento de grupos provenientes de las Antillas Menores durante la época virreinal. | Arawak caribeño    | Iñeri               | Garífuna          | Cortés, Atlántida, Colón, Gracias a Dios              |